# Apodemus speciosus
Apodemus speciosus är en däggdjursart som först beskrevs av Coenraad Jacob Temminck 1844.  Apodemus speciosus ingår i släktet skogsmöss och familjen råttdjur. IUCN kategoriserar arten globalt som livskraftig. Inga underarter finns listade.

## Utseende
Arten når en kroppslängd (huvud och bål) av 8 till 14 cm, en svanslängd av 7 till 13 cm och en vikt av 20 till 60 g. Bakfötterna är 2,2 till 2,8 cm långa och öronen är 1,3 till 1,7 cm stora. På ovansidan förekommer brun till orangebrun päls och undersidan är täckt av vit päls. Antalet spenar hos honor är fyra par. Apodemus speciosus har en diploid kromosomuppsättning med 46 till 48 kromosomer (2n=46–48).

## Utbredning
Denna skogsmus förekommer nästan i hela Japan. Den vistas där i skogar, gräsmarker och urbaniserade områden.

## Ekologi
Hanarnas revir har ungefär en diameter av 100 meter och honornas territorium en diameter av cirka 65 meter. Revir av olika kön överlappar varandra. Födan varierar mellan rötter och stjälkar av örter, frön och bär som kompletteras med några insekter. Den äter även valnötkärnor av arten Juglans ailanthifolia. De äts direkt på plats eller de förvaras i gömmor eller i jordens håligheter. I födan ingår dessutom frön av kamelia (Camellia japonica). Några frön tappas vad som hjälper vid växtens spridning.
Individerna vistas främst på marken och de är nattaktiva. Allmänt sker parningen under våren och hösten i norra delen av utbredningsområdet. Sydliga populationer fortplantar sig mellan oktober och mars. Det genomsnittliga antalet ungar per kull är 3,2 under våren samt 5,6 under hösten. Allmänt kan honor föda 2 till 12 ungar per kull efter 19 till 26 dagar dräktighet.